# GET AWAY/THE JOLLY ROGER
「GET AWAY/THE JOLLY ROGER」（ゲット アウェイ/ザ・ジョリー・ロジャー）は、日本のロックユニット、VAMPSの9枚目のシングル。2014年8月20日発売。発売元はユニバーサルミュージック内のレーベル、Delicious Deli Records。

## 解説
前作「AHEAD/REPLAY」以来約1年1ヶ月ぶりのシングルで、同作以来の両A面シングルとなっている。
本作の表題曲「GET AWAY」は、デジタルサウンドから始まる煌びやかさとダークさが内包されたロックナンバー。作曲を担当したK.A.Zはこの曲のイメージについて「ゴージャスなロックというか、明るくもなく暗過ぎもせず、すごく不思議な雰囲気がある」と語っている。なお、この曲は、最初にリズムで入るイントロ部分を作り、次にサビが出来ていったといい、思い付いたフレーズやパートからかたちにしていくやり方で制作されたという。K.A.Zは本作発売当時に受けたインタビューの中で、楽曲制作を振り返り「16ビートではあるけど、ストレートなダンスチューンではなくて。ダンスの匂いがありつつ、中間でファンキーなベースが出てきたりして、そこからダンスに寄るというアレンジになっているんですね。そういうところで、ちょっと不思議な曲にはなったかなと思います」「特にデジタルでいこうとか、バンドサウンド押しでいこうっていうのは、そこまで意識していなかったりしたんですけどね。そのイントロ部分も最初はしっくりきてなくて。だけど、今の音色が加わって、きらびやかさだったり、華やかさだったりというのが出たというか。デジタルな世界観も風景として感じられるようになったと思うしね。サウンドとしても、大きなスペースを感じられるようになったのかなって」と語っている。また、HYDEはこの曲の印象について「僕はBメロが好きなんです。"♪3 2 1～"のところ。どこか80'sっぽい雰囲気がいいなって」と述べている。
なお、「GET AWAY」にのせた歌詞のイメージは、作詞を担当したHYDE曰く「映画『卒業（The Graduate）』の花嫁を連れて逃げるシーンだった」という。こういった背景があり、曲名もそのシーンの印象のまま、「逃亡」を意図して「GET AWAY」と名付けられている。また、HYDEは曲の雰囲気を考慮し、自身が好むSF映画『ブレードランナー』の要素を足していったという。HYDEはこの曲の作詞作業を振り返り「あの映画（『卒業』）のまんまではこの曲と合わない。もっと都会的な雰囲気の曲だから、むしろ『ブレードランナー』的な…あの映画も最終的には逃亡するんだけど、ああいう近未来的な要素を自分の中で組み立てていきました」「内容としては単に女の子を連れて行くっていうだけ（笑）。裏を返せば、そういう思い切ったタイミングって人生の中であるんじゃないかなっていう。"♪世界がCLASH"にしてもそう。実際ちょっとしたことですごいことになったりするじゃないですか。そういう、人生をガラッと変える何かをサイバーな雰囲気に乗せながら歌ってるんです」と述べている。
もう一つの表題曲である「THE JOLLY ROGER」は、観客とのコールアンドレスポンスを意識し制作されたロックナンバーで、イギリス・ロンドンで開催された野外ロックフェスティバル「Download Festival 2014」への出演に先駆けて2014年6月に日本国内外で配信されていた楽曲となっている。作曲を担当したHYDE曰く、日産自動車「新型X-TRAIL」のCMソング提供依頼を受けて制作が開始されたといい、「みんなで歌える曲にしたい」という思いで作ったと語っている。
なお、「THE JOLLY ROGER」にのせた歌詞のイメージは、作詞を担当したHYDE曰く「海賊」だったといい、曲名も「海賊旗」を意味するワードが選ばれている。HYDEはこの曲の作詞作業を振り返り「僕、コンサートやライヴってみんなが好き勝手に楽しめばいいと思ってるんですよ。よく見るような全員が同じ動きをしたりするのは僕的にはあんまりカッコいいものではなくて。ただ、それも国民性かなって思う部分もあるので、だったら逆に一回、"みんなで一緒にこうしようぜ"、みたいな。それはそれできっと燃えるだろうし、団結力も生まれるかもしれない。そういうのがちょっと海賊っぽい」と述べている。
ちなみに両表題曲のミュージック・ビデオは、中国・香港で撮影されている。「GET AWAY」のミュージック・ビデオは、歌詞のイメージを踏まえ、HYDEが女性を連れて夜の街を逃亡するストーリーとなっている。また、HYDEがイメージする「摩天楼の上を飛んでるような映像」や、K.A.Zが「映画『ブレードランナー』の世界観を彷彿とさせるネオンが光る街並みを背景にタクシーの上でギターを弾いている映像」が収められている。さらに「THE JOLLY ROGER」のミュージック・ビデオは、VAMPS仕様に飾られた海賊船と香港の海を舞台に撮影が行われている。HYDEは撮影に使用した海賊船について「みんなが思ってるようないわゆる海賊船ではないけど、黒くて古くて小っちゃくて、僕の好みだったんですよね。それに乗れたのが楽しかった。ちょっとアトラクション気分（笑）。そもそもはロンドンの空港に貼ってあったポスターで見つけたんです。巨大な香港のポスターで、見た瞬間、"僕がやりたかったのはこれだ！"って思って」と述べている。
本作は、初回限定盤A（CD＋DVD）、初回限定盤B（CD＋DVD）、通常盤（CD）の3形態でフィジカルが発売された。初回盤Aには、表題曲「GET AWAY」のミュージック・ビデオを収録したDVD、初回盤Bには表題曲「THE JOLLY ROGER」のミュージック・ビデオを収録したDVDが付属している。ジャケットデザインは、いずれの形態もロッキン・ジェリー・ビーンが担当している。なお、初回盤A、初回盤B、通常盤でそれぞれ異なるデザインが採用されており、3枚のジャケットを繋ぎ合わせると1つのイラストが完成する仕様になっている。
なお、フィジカルのカップリングには、各形態それぞれに異なる楽曲が収録されている。通常盤には表題曲「GET AWAY」のBAGUZEROによるリミックスと、表題曲「THE JOLLY ROGER」のDJ GOMIによるリミックスが収録されている。また、初回盤Aには表題曲「GET AWAY」のクリントン・スパークスによるリミックス及びインストゥルメンタル、初回盤Bには表題曲「THE JOLLY ROGER」のワイルドスタイルズによるリミックス及びインストゥルメンタルが収録されている。

## 収録曲
| #  | タイトル                                                  | 作詞 | 作曲  | 編曲／リミックス      | 時間 |
| -- | --------------------------------------------------------- | ---- | ----- | --------------------- | ---- |
| 1. | 「GET AWAY」                                              | HYDE | K.A.Z | VAMPS                 | 4:22 |
| 2. | 「THE JOLLY ROGER」                                       | HYDE | HYDE  | VAMPS                 | 4:41 |
| 3. | 「GET AWAY –BAGUZERO Remix-」                             | HYDE | K.A.Z | BAGUZERO (リミックス) | 4:36 |
| 4. | 「THE JOLLY ROGER -Gomi's I Wanna Rock Right Now Remix-」 | HYDE | HYDE  | DJ GOMI (リミックス)  | 5:38 |

| #  | タイトル                            | 作詞 | 作曲  | 編曲／リミックス            | 時間 |
| -- | ----------------------------------- | ---- | ----- | --------------------------- | ---- |
| 1. | 「GET AWAY」                        | HYDE | K.A.Z | VAMPS                       | 4:22 |
| 2. | 「THE JOLLY ROGER」                 | HYDE | HYDE  | VAMPS                       | 4:41 |
| 3. | 「GET AWAY -Clinton Sparks Remix-」 | HYDE | K.A.Z | Clinton Sparks (リミックス) | 4:19 |
| 4. | 「GET AWAY -Instrumental-」         |      | K.A.Z | VAMPS                       | 4:23 |

| #  | タイトル                               | 作詞 | 作曲  | 編曲／リミックス        | 時間 |
| -- | -------------------------------------- | ---- | ----- | ----------------------- | ---- |
| 1. | 「THE JOLLY ROGER」                    | HYDE | HYDE  | VAMPS                   | 4:41 |
| 2. | 「GET AWAY」                           | HYDE | K.A.Z | VAMPS                   | 4:22 |
| 3. | 「THE JOLLY ROGER –Wildstylez Remix-」 | HYDE | HYDE  | Wildstylez (リミックス) | 4:38 |
| 4. | 「THE JOLLY ROGER -Instrumental-」     |      | HYDE  | VAMPS                   | 4:40 |

## 初回限定盤付属DVD
- 初回限定盤A特典DVD

1. GET AWAY -Music Video-
ディレクター：多田卓也
2. GET AWAY -MAKING-

- 初回限定盤B特典DVD

1. THE JOLLY ROGER -Music Video-
ディレクター：多田卓也
2. THE JOLLY ROGER -MAKING-

## タイアップ
GET AWAY
- テレビ朝日系番組『お願い!ランキング』2014年8月度エンディングテーマ

THE JOLLY ROGER
- 日産自動車「新型X-TRAIL」CMソング

## 参加ミュージシャン
GET AWAY
- HYDE：Vocal
- K.A.Z：Guitar, Programming
  - Ju-ken：Bass
  - Arimatsu：Drums
  - 斉藤仁：Sythesizer Programming

THE JOLLY ROGER
- HYDE：Vocal
- K.A.Z：Guitar, Programming
  - Ju-ken：Bass
  - Arimatsu：Drums
  - 斉藤仁：Sythesizer Programming
  - WolfJunk：Additional Arrangement, Programming

## 収録アルバム
- 『BLOODSUCKERS』 (#1、#2)
- 『BLOODSUCKERS (International Edition)』(#1,全英語詞バージョン、#2)